# 法華鎮路

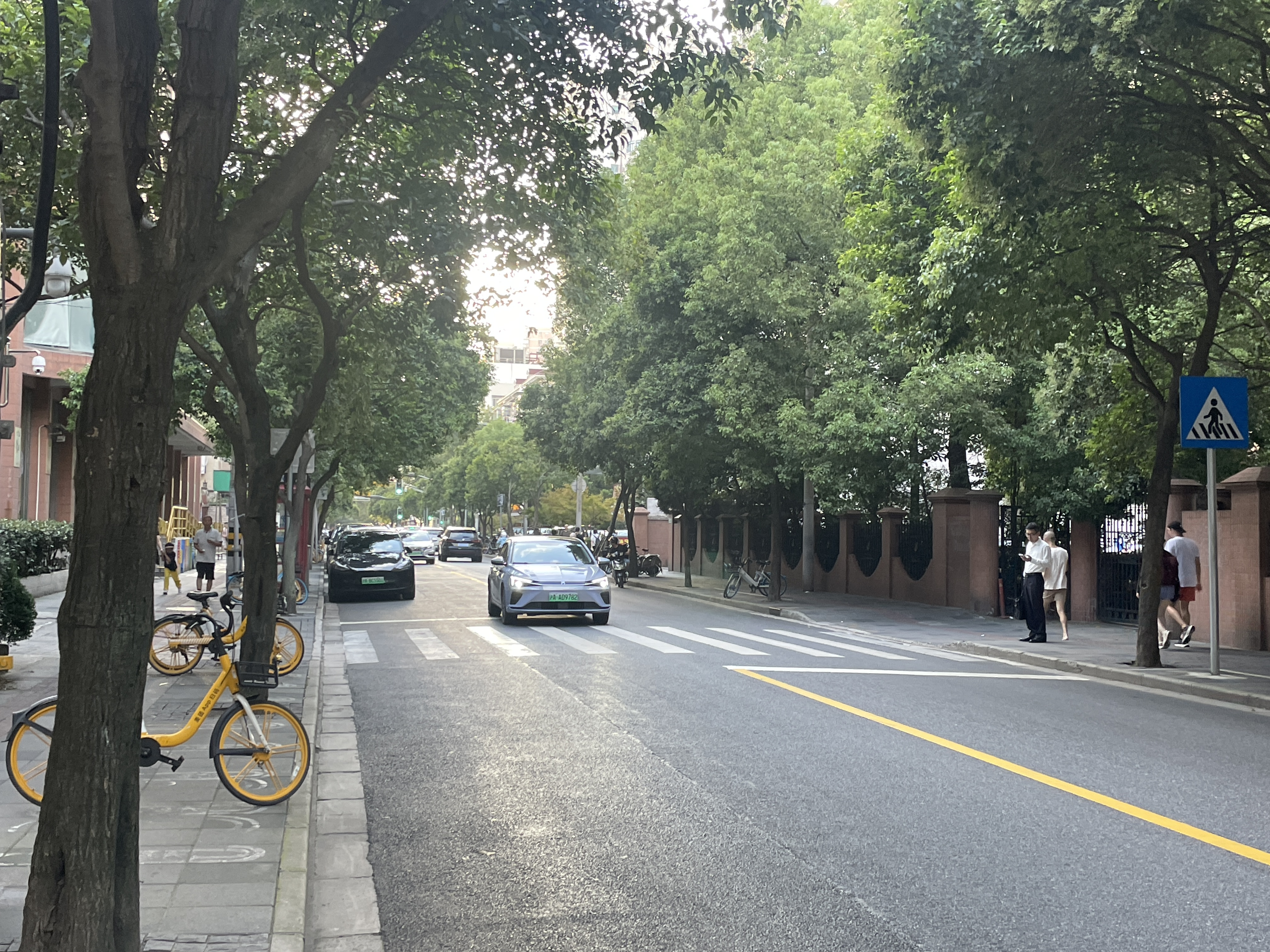
法华镇路

法华镇路是中華人民共和國上海市长宁区一條西北-東南走向道路。东南起自淮海西路，西北至延安西路，沿途与幸福路、番禺路、香花桥路、定西路、种德桥路、杨宅路相交。道路长1780米，宽4米至21.3米，為沥青路面。北宋时有同名小街位於河流李漎涇旁, 1958年，李漎涇填没，连同小街一道翻修成道路。路名來自於法華鎮。